# 御木徳一

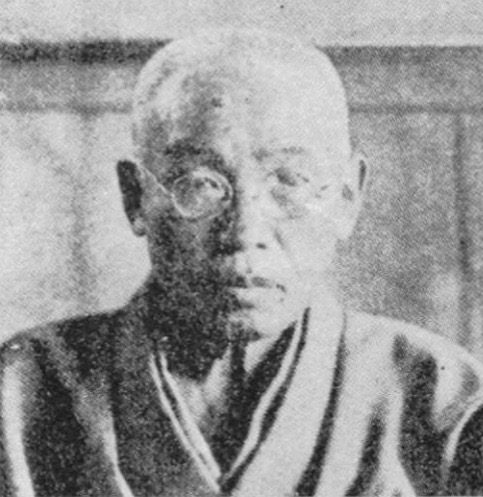
御木徳一

御木 徳一（みき とくはる、1871年（明治4年）1月27日（旧暦では明治3年12月7日） - 1938年（昭和13年）7月6日は、日本の宗教家。PL教団の前身であるひとのみち教団の教祖。

## 略歴
伊予国松山城下の唐人町2丁目（現在の愛媛県松山市三番町1丁目）で御木貞五郎の二男として生まれた。幼名は長次郎。1879年に温泉郡朝美村の黄檗宗安城寺で福山大道のもとで得度し、京都・東京・姫路などで仏典を究明した。1893年に下浮穴郡荏原村大字津吉の安楽禅寺住職となり、農村改良や社会教育、青年教育につとめた。1902年にかつての師匠福山大道の依頼で安城寺の住職を継いだが、生活が立ち行かず1910年に還俗し、翌年大阪・天王寺村へ移住する。
貧困と病の中で、後に御嶽教徳光大教会教祖となる金田徳光（かなだ とくみつ）と出会い、1916年、長男の御木徳近と共に徳光大教会教師となる。金田教祖の信望を得て「御木さん、私が死んだら、ヒモロギを植えてそれを毎日拝んでいなさい」との遺言を託される。1919年に金田が死去した後は、徳光大教会は疲弊し解散した。
金田の遺言を守り彼の教えを完成させた御木は、1924年に正統な後継者として徳光大教会を再建。この頃、橋本鄕見が徳一の元を訪れる。徳一は橋本に「金田教祖の供をして、私（徳一）が高野山に行った時のこと、金田教祖は私に『御木さん、私もこの高野山のような教えの本山というようなところを、どこかに開かねばならんとおもっている』と言われたことがあったのだが……」と伝える。また、徳一は橋本に「高野山の奥の院に金田教祖が、生前に自分の墓地をここにしてもらいたいといって、龍泉院（高野山）の院主と約束されたところがある。それは、現地に行って尋ねたらわかっているはずだから、現地を見てきてもらいたい」と伝える。
その後、1928年に扶桑教一等直轄人道徳光教会と改称。1931年1月、扶桑教ひとのみち教団と改称。1934年に仮本殿を建立（千畳敷の大広間あり）。
1936年、教祖の地位を長男の御木徳近に譲位。同年9月28日、ひとのみち教団盛岡支部長の娘を強姦した容疑で警察に逮捕。
その後、起訴され予審中であった1937年4月5日、教義の解説書の記述に不敬にあたる内容があるとして不敬罪で追起訴された。文部省は教団本部の閉鎖を命じた後、同年4月28日、教団解散命令の訓令を発出した。1938年、厳しい取り調べで衰弱した徳一は保釈され自宅療養中に死去した。67歳没。徳一の死後、1944年に教団の不敬罪が確定したが、1945年のマッカーサー司令部令により無罪となった。
内務省は同様に急速に発展した大本教を1935年に弾圧していた（大本事件）。